# Carlo Agnoletti
Carlo Agnoletti (Giavera del Montello, 17 luglio 1845 – Treviso, 1º gennaio 1913) è stato un presbitero e storico italiano.

## Biografia
Figlio di Giovanni Agnoletti, calzolaio, e di Carlotta Orazio, a undici anni entrò nel seminario di Treviso. Sin dalla giovinezza manifestò un carattere vivace e poco incline ai compromessi, tanto che i suoi insegnanti nutrirono seri dubbi attorno alla sua vocazione. Nel 1862 gli fu quindi consigliato di lasciare la formazione ecclesiastica e concluse il liceo, peraltro con ottimi risultati, al "Santa Caterina" di Venezia. Successivamente passò agli studi filologici presso l'Università di Padova, potendo usufruire dei servizi offerti dal Collegio Pratense agli studenti poveri.
Nel 1867 rientrò in seminario come maestro della seconda classe del ginnasio. Nemmeno un anno dopo, ritenuto ancora una volta inadatto alla vita sacerdotale, fu licenziato.
Nel 1869 concluse egregiamente gli studi a Padova, venendo abilitato all'insegnamento di filologia al ginnasio superiore. Dal 1869 era docente a Barcellona Pozzo di Gotto, in Sicilia, ma dal 1873 fu richiamato a insegnare in seminario dal vescovo di Treviso Federico Maria Zinelli. Ottenuta anche la patente ad insegnare lettere latine e greche, era pronto a partire per Girgenti sennonché monsignor Zinelli, convinto ora della sua vocazione, lo ammise a svolgere l'iter sacerdotale che si concluse alla fine 1874 con la consacrazione. Dall'anno successivo sino alla morte lavorò al liceo del seminario come insegnante di latino e greco e (al 1884 in poi ebbe anche la cattedra di liturgia).
Per i suoi meriti fu nominato canonico onorario del capitolo della cattedrale di Treviso (1892), poi canonico residenziale (1899), infine canonico primicerio (1911). Fu inoltre impegnato nella vita politica e sociale come consigliere comunale ad Arcade, sindaco della Banca di San Liberale e della Tipografia cooperativa e consigliere della Società mariana di mutuo soccorso fra i sacerdoti. Infine, fu membro di varie istituzioni culturali come la Deputazione veneta di storia patria, l'Ateneo di Treviso e la Real academia de Buenas Letras di Barcellona.

## Opere
L'Agnoletti fu impegnato prevalentemente nelle ricerche storiche della sua diocesi. L'opera più rilevante è certamente Treviso e le sue Pievi (1898) riguardante la storia civile e religiosa di tutte le parrocchie del territorio trevigiano.
Si dedicò anche ad altri temi: dal 1878 redasse i lunari El Boscariol e El mago Boscariol resuscità.
Scrisse inoltre, per alcuni anni, il celebre almanacco Schieson Trevisan.